# 豊田道倫
豊田 道倫（とよた みちのり、1970年2月3日 - ）は、日本のオルタナティブフォークシンガー。岡山県倉敷市生まれ、大阪府豊中市育ち。父親は京都大学名誉教授の豊田昌倫。12歳のときに聴いた松山千春に影響を受け、ギターを始める。佐野元春のファンで、彼のラジオ番組に毎回のように投稿していたのだという。1stアルバム『ROCK'N'ROLL 1500』のライナーノーツによれば、他に好きなミュージシャンは大瀧詠一と長渕剛。2006年に写真家の徐美姫と結婚して、一男をもうけたが、2009年に離婚。長らく東京で活動していたが、2020年に故郷の大阪に戻る。ディスコグラフィーにある以外にも多数の自主制作CDR、カセットテープをリリースしている。

## 来歴
1993年にパラダイス・ガラージとして初めて大阪でステージに立つ。パラダイス・ガラージとは、80年代にニューヨーク・マンハッタンにあった伝説のディスコの名前で、特に深い理由もなくバンド名にした。ノイズとサンプリングに弾き語りをミックスしたスカム・ミュージックと呼ばれる宅録音楽を展開していた。
1995年元日、過去にカセットテープでリリースしたものから厳選した曲を収録した1stアルバム『ROCK'N ROLL 1500』でTIME BOMBからリリース。1996年に上京して活動拠点を東京に移し、『奇跡の夜遊び』をリリース。その後、東芝EMI傘下で伊藤英嗣主宰のインディーズ・レーベルRAIL RECORDINGSに所属し、『bedroom popsinger』『豊田道倫』『SWEET 26』（豊田道倫名義）と立て続けにアルバムをリリースした。上京後しばらくは、新宿南口に近い小劇場・シアターPOOで数ヶ月に1回というペースでライブを行い、年末には渋谷O-nestでライブを行っていた。1997年1月には、ジョン・スペンサー・ブルース・エクスプロージョン来日公演に前座として出演し、「町の男」「逃げる男」などを演奏。15分ほどのライブであった。
1998年にEast west japanと契約。7月にアルバムからの先行シングル「I love you」リリース。制作費1800万円をかけてパラダイス・ガラージ名義のアルバム『実験の夜、発見の朝』を同年9月にリリース。しかし翌1999年に契約を破棄し、以降、一貫してインディーズで活動している。2000年12月にベスト・アルバム『BEST～かっこいいということはなんてかっこいいんだろう～』をリリースした後、2003年までリリースは途絶える。
2003年から豊田道倫名義で活動を再開。豊田道倫 with 昆虫キッズ、豊田道倫&ザーメンズ、豊田道倫 & mtvBAND、豊田道倫 & His band!名義でも作品をリリースしてライブを行っている。2020年、50歳を迎えた事を機に東京を離れ大阪に戻る。YouTubeにカンパニー松尾がはなむけとして制作したライブ動画が公開された。以後も東京と大阪を中心に活動している。
デビューから一貫して若手写真家をアートワークに起用する事が多く、注目され始めたころのHIROMIXや、ブレイクする前の佐内正史、大橋仁、梅佳代、後の妻となる徐美姫などが豊田のアルバムのジャケット写真を撮影している。また近年では逆に、川本真琴、曽我部恵一、澤部渡、峯田和伸、七尾旅人など年下のミュージシャンからリスペクトを受け、アルバムやライブで共演している。
2025年5月、YouTubeちゃんねる「みーくんちゃんねる」を開設（外部リンク参照）。

## ディスコグラフィ

### パラダイス・ガラージ
| 発表年 | タイトル                     | レーベル          | 備考 |
| ------ | ---------------------------- | ----------------- | --- |
| 1995   | ROCK'N'ROLL 1500             | TIME BOMB         | タイトルの「1500」は、当時CDの価格が1500円だったことに由来。佐野元春に捧げられている。2008年にHEADZより再発売。再発盤には大瀧詠一の「Blue Valentine's Day」のカバーを収録。2025年5月25日、新大久保のアースダムで発売30周年記念ライブが行われる。アルバム収録曲と当時の新曲はアコギ、エレキ、DJ、His Band!の4つの形式で演奏された。本人曰く「『大阪や万博なんかより、自分らの街の方がずっといいわ』と思ってくれたら、ぼくのライブは成功してる」とのこと。また同アルバムのカセットテープエディションも発売された。 |
| 1996   | 奇跡の夜遊び                 | TIME BOMB         | ギター弾き語り。ライナーノーツによれば、上京直後に住んでいた高円寺のアパートの一室で、京都で4万円で購入したK.Yairiのアコギ1本で宅録。ジャケットは大阪に出張して撮影。これを気に入った伊藤英嗣の誘いで、彼が主宰していたRAIL RECORDINGSに所属することになった。2007年にHMJM RECORDSより再発売。 |
| 1996   | ベッドルーム・ポップシンガー | RAIL RECORDINGS   | Special EPという体裁。ジャケットの撮影はHIROMIX。 |
| 1996   | 豊田道倫                     | RAIL RECORDINGS   | 本名をタイトルに使用。ジャケットの撮影は大橋仁。 |
| 1998   | I love you                   | east west japan   | 『実験の夜、発見の朝』からの先行シングル。1998年1月公開の庵野秀明監督映画『ラブ&ポップ』の予告編BGMに使用された。 |
| 1998   | 実験の夜、発見の朝           | east west japan   | 2024年11月の時点で唯一のメジャーレーベルからのアルバム。プロデューサーは福富幸宏。yes,mama ok?の金剛地武志が参加。セールスは5000枚ほどで、印税は30万円だった。2010年にDVDとの2枚組のデラックス・エディションとして再発売。 |
| 1999   | ROCK DREAM                   | BUMBLEBEE RECORDS | デビュー前から豊田道倫の活動を負っている松本亀吉によると、2009年の時点で本人が1番好きだったアルバムなのだという。収録曲の「Forever Love」はカーネーション、上田ケンジ、小林賢輔にカバーされた。 |
| 2000   | 愛情                         | Oooit Records     | わりとシンプルなバンド・サウンドアルバム。加納尚樹がエンジニアを務め、埼玉県川越市のゴーゴーキング・レコーダーズスタジオにて、9日間かけてレコーディングされた。5月29日、渋谷CLUB QUATTROにて「宇田川町ブルース」に出演し、遠藤賢司、曽我部恵一、高田渡と共演した。DJはサミー前田。11月28日には下北沢CLUB Queの「BUMBLEBEEの夕べ 第一回～飛翔～」に出演し、直枝政広、棚谷祐一、上田ケンジと共演した。以後、パラダイス・ガラージ名義の作品は2018年の『愛と芸術とさよならの夜』まで途絶える。                       |
| 2006   | グッバイ大阪                 | HMJM RECORDS      | 未発表音源集。ライナーノーツに松本亀吉による全曲解説がある。 |
| 2018   | 愛と芸術とさよならの夜       | HEADZ             | 18年ぶりのパラダイス・ガラージ名義の作品。岩淵弘樹が編集したPVあり。山崎洋一郎が「豊田道倫の圧倒的の才能をあらためて知らしめる傑作」と評している。澤部渡（スカート）との対談あり。 |

### 配信限定シングル
| 発売日         | タイトル                      | レーベル | 備考 |  |
| -------------- | ----------------------------- | -------- | --- |  |
| 2020年5月22日  | 明るい夜                      | HEADZ    | 2015年の『SHINE ALL ROUND』以来のバンド編成による作品。本人のコメント「出来上がったMVを見て、デビュー25年、50歳。でもおれは、本当に赤ん坊やと思った。歌うこと以外、何をやってきたんだろう」                                                                            |  |
| 2020年8月7日   | ケダモノの涙                  | HEADZ    | エレキギターによる弾き語り。本人のコメント「録音して、うたえてなかったし、ギターも最後チューニングは狂った。でも、もう、うたう気力はなかった。でも『うたえなかった』歌の方が、うたえてたのかもしれない。そんな曲を配信シングルとして、夏に届ける理由とは？獣に訊け。」 |  |
| 2021年12月24日 | ストロングゼロ♥ガール         | 25:00    | バンド編成による曲。3曲入りEPもリリースされ、「あの人が描いた絵（キム・ギドクに捧げる）」「 25時・収録。本人のコメント「軽薄でチープで、なんでふっとこんな曲ができたのか覚えていないのですが、これは録音したいと思ってなんとかみんなの力を借りてやれました」           |  |
| 2022年2月14日  | 戦火の中を-2022               | 25:00    | 畑下マユをゲストボーカリストとして、豊田道倫 & His Bandのメンバー・みのようへいがベーシストとしてが参加。配信ジャケットの撮影は倉科直弘。 |  |
| 2022年6月18日  | 私の歌                        | 25:00    | 豊田道倫 & His Bandのメンバーの角矢胡桃、みのようへいが参加。 |  |
| 2022年7月16日  | BAD LOVE                      | 25:00    | 9分3秒の長尺。録音はリハスタと自宅で自分で行ったとのこと。 |  |
| 2022年8月15日  | 戦争を忘れて ぼくらは生きてる | 25:00    | 終戦記念日の8月15日にリリース。本人のコメント「サブスク解禁。日曜に曲を書いて、火曜に録音して、次の月曜に配信。早かった。良かったら聴いてみてください」 |  |
| 2023年8月25日  | kiss & hit                    | 25:00    | 3曲入りEP。 |  |
| 2023年9月2日   | アンダーグラウンド・ビーチ    | 25:00    | 本人のコメント「ふと、聴きたくなった。ドラム岡山健二と初スタジオ入った日に録音。ベース:みのようへい。ギター:冷牟田敬。それぞれ自宅で録音したデータで。MV出てくれたキスギャン、フジロック出演おめでとう！」                                                             |  |
| 2025年4月13日  | 万博へ行こうかな              | 25:00    | 「10分で作って4日で完成させた曲」と本人談。 |  |
| 2025年5月5日   | ホームランバッター            | 25:00    | 子どもの日にリリース。本人曰く「今年デビュー30周年、55歳の男の渾身のラブソング」。 |  |

### コンピレーション
| 発表年 | タイトル                                         | レーベル      | 備考 |
| ------ | ------------------------------------------------ | ------------- | --- |
| 2000   | かっこいいということはなんてかっこいいんだろう   | Oooit Records | パラダイス・ガラージ名義。初のベスト盤CD＋映像集DVD。DVDはカンパニー松尾が撮りだめたライブ映像に過去2年のMV（松尾作）を加えて編集したものが収録。 |
| 2023   | ポップロックパンクノイズスカムフォークスウィート | 25：00        | パラダイス・ガラージ名義。選曲は豊田自身。ジャケットは大阪・平野郷の知的障害者のある人たちのプライベートアトリエ・アトリエひこの金昌裕。ダウンロード音源には、2019年発表の作品「居酒屋たよこ / 大阪で一番長い詩を書いた」収録の「2019年2月4日」が追加収録されている。 |
| 2023   | 結婚出産離婚引越し戦争入院創造                   | 25：00        | 豊田道倫名義。選曲は豊田自身。2019年頃からライブで披露されていた「ペットサウンズ殺人事件」が初音源化。ジャケット写真に森山大道の写真集「OSAKA」からの1枚を使用。ダウンロード音源には新曲「note」を収録。                                                              |

### その他の名義
| 発表年 | タイトル                           | レーベル          | 名義                                                                                 | 備考 |
| ------ | ---------------------------------- | ----------------- | ------------------------------------------------------------------------------------ | --- |
| 2009   | ABCD                               | MY BEST! RECORDS  | 豊田道倫 with 昆虫キッズ                                                             | 昆虫キッズとの共作。かなりハイテンションなロック。松本亀吉はこの時点で豊田の最高傑作と絶賛している。昆虫キッズのギタリストだった冷牟田敬とは、その後も頻繁に共演している。       |
| 2011   | アンダーグラウンドパレス           | BUMBLEBEE RECORDS | 豊田道倫&ザーメンズ （三輪二郎《G》、久下惠生《Dr》、柳沢一誠《B》）。               | 急遽集めたメンバーでリハーサルを数回やっただけで、一発録りしたアルバム。 |
| 2014   | FUCKIN' GREAT VIEW                 | HEADZ             | 豊田道倫 & mtvBAND （久下惠生《Dr》、宇波拓《B》、冷牟田敬《G》）                    | mtvツアーのバンドメンバーを、そのままmtvBandとして制作。松本亀吉による全曲解説あり。佐々木敦の激賞コメントあり。                                                                 |
| 2015   | I Like You                         | なりすレコード    | 豊田道倫 & mtvBAND                                                                   | 『豊田道倫』に収録されている「ボートに乗って」という曲に酷似。セルフリメイク？『SHINE ALL AROUND』に収録。                                                                       |
| 2024   | viva! Rock and Roll / A子B子C子D子 | 25:00             | 豊田道倫 & His band! （岡山健二《ds》、中川昌利《b》、冷牟田敬《g》、宇波拓《key》） | 3曲入り両A面シングル。川本真琴がコーラスで参加。「viva! Rock and Roll」では、生前に交流があった加地等、bun（西堀文啓）、弓場宗治、野村麻紀ら故人の分まで歌うとシャウトしている。 |

### 映画のサウンドトラック
| 発表年 | タイトル                                        | レーベル       | 備考 |
| ------ | ----------------------------------------------- | -------------- | --- |
| 2001   | ほんとにあった！呪いのビデオ 8～10              | ブロードウェイ | サントラは未発売だが、音楽を担当。この縁か、構成・演出を務めた松江哲明が、豊田の『グッバイ・メロディ』と『カップルシート』のMVの監督を務めている。 |
| 2007   | 赤い文化住宅の初子 オリジナル・サウンドトラック | 自主制作       | 音楽を担当。 |
| 2009   | あんにょん由美香 Original Sound Track           | SPOPOLYRHYTHM  | 松江哲明が監督した急死したAV女優・林由美香のドキュメンタリー。主題歌の「ほんとうのはなし」は豊田の作詞作曲で、川本真琴が歌っている。               |

### オムニバスアルバムへの参加
| 発表年 | タイトル                                                 | レーベル                  | 収録曲               | 参加名義             |
| ------ | -------------------------------------------------------- | ------------------------- | -------------------- | -------------------- |
| 1996   | Sweeter Than Suite                                       | SUITE SUPUESTO（東芝EMI） | レモンの恋           | パラダイス・ガラージ |
| 1996   | RICETONE CIRCLE VOL.1                                    | クアトロ・ライストーン    | 仕事                 | パラダイス・ガラージ |
| 1997   | HOW TO BE BIG                                            | SONY                      | Yes My Love          | パラダイス・ガラージ |
| 1999   | OKHOTSK PUNCH EP                                         | BUMBLEBEE RECORDS         | AUDIO ONE, AUDIO TWO | VAMPIRE KISS         |
| 1999   | 墨堤夜景                                                 | BUMBLEBEE RECORDS         | audio one, audio two | VAMPIRE Kiss         |
| 1999   | 墨堤夜景                                                 | BUMBLEBEE RECORDS         | 暗い夜               | パラダイス・ガラージ |
| 2000   | A BREACH OF ETIQUETTE VOL.1                              | ETIQUETTE RECORDING       | LOVE BREAK           | パラダイス・ガラージ |
| 2001   | natural born errors                                      | UKP                       | 軽蔑 大人になれば    | 豊田道倫             |
| 2002   | Oooit BEST 99-02                                         | UKP Oooit                 | サマー・ソフト       | パラダイス・ガラージ |
| 2009   | ニャンでもない日には                                     | KEBAB RECORDS             | 散歩道               | 豊田道倫             |
| 2014   | カセット・レボリューション vol.1                         | 浅草橋天才算数塾          | FUCKIN' GREAT VIEW   | 豊田道倫             |
| 2014   | かしぶち哲郎トリビュート・アルバム～ハバロフスクを訪ねて | P-VINE                    | オールド・レディ     | 豊田道倫             |

### プロデュース作品
| 発表      | アルバムのタイトル                     | 歌手             | レーベル          |
| --------- | -------------------------------------- | ---------------- | ----------------- |
| 2008      | ALBUM                                  | AZUMI            | BUMBLEBEE RECORDS |
| 2010      | レモンサワー                           | 三輪二郎         | MY BEST! RECORDS  |
| 2010      | 明るみ                                 | 北村早樹子       | warabisco舎       |
| 2011      | 出会ったとき～オクノ修、高田渡を歌う～ | オクノ修         | MY BEST! RECORDS  |
| 2014      | カオリーニョ藤原の真実                 | カオリーニョ藤原 | FJP-TRAX          |
| 2015      | ヤングランド                           | 中嶋ブブン       | U.B.Killing       |
| 2017年7月 | いってる北朝鮮ｅｐ                     | 月亭可朝         | ハプニング        |

## 映像集
| 発表年 | タイトル           | レーベル     | 監督           | 備考                                                                             |
| ------ | ------------------ | ------------ | -------------- | -------------------------------------------------------------------------------- |
| 2000   | 豊田道倫 映像集    | 不明         | カンパニー松尾 |                                                                                  |
| 2005   | 豊田道倫 映像集 II | HMJM RECORDS | カンパニー松尾 | ライブ映像集第2弾＋MVのDVD                                                       |
| 2011   | 豊田道倫 映像集 3  |              | カンパニー松尾 | DVDはリリースされず、映画館で上映された。映像の一部がYouTubeにアップされている。 |

## ミュージックビデオ
| 発表年 | タイトル                   | 収録作品                                     | 監督             | 備考 |
| ------ | -------------------------- | -------------------------------------------- | ---------------- | --- |
| 2005   | うなぎデート               | 『東京の恋人』                               | 堀内ヒロシ       | |
| 2005   | グッバイマイメロディー     | 『東京の恋人』                               | 松江哲明         | |
| 2007   | カップルシート             | 『しあわせのイメージ』                       | 松江哲明         | |
| 2007   | Life                       | 『しあわせのイメージ』                       | カンパニー松尾   | |
| 2009   | 14センチの靴               | 『ギター』                                   | 堀内博志         | |
| 2009   | ゴッホの手紙、オレの手紙   | 『ABCD』                                     | 岩淵弘樹         | |
| 2010   | 覚醒剤                     | 『SING A SONG 2』                            | 堀内博志         | |
| 2010   | 飲みくらべ                 | 『飲みくらべ EP』                            |                  | |
| 2011   | DJ親心                     | 『アンダーグラウンドパレス』                 |                  | |
| 2013   | The End Of The Tour        | 『mtv』                                      | 岩淵弘樹         | Youtubeに岸田繁と石橋英子のコメントが寄せられている。                                                       |
| 2013   | 少年はパンを買いに行く     | 『mtv』                                      | 岩淵弘樹         | |
| 2013   | Heavenly Drive             | 『FUCKIN' GREAT VIEW』                       | カンパニー松尾   | |
| 2013   | オレンジ・ナイト           | 『FUCKIN' GREAT VIEW』                       | ほうのきかずなり | |
| 2015   | I Like You                 | 『SHINE ALL AROUND』                         | 岩淵弘樹         | |
| 2015   | そこに座ろうか             | 『SHINE ALL AROUND』                         | カンパニー松尾   | 撮影：カンパニー松尾、岩淵弘樹                                                                              |
| 2015   | ありふれたジャンパー       | 『SHINE ALL AROUND』                         | 西光祐輔         | モデル：イチジョウリヲ                                                                                      |
| 2019   | シャーク                   | 『サイケデリック・ラブリー・ラスト・ナイト』 | 岩淵弘樹         | 出演：のもとなつよ                                                                                          |
| 2020   | 明るい夜                   | シングル                                     | 小池茅           | |
| 2020   | ケダモノの涙               | シングル                                     | 豊田道倫         | |
| 2021   | ストロングゼロ♥ガール      | シングル                                     | 小池茅           | |
| 2021   | 東京のSSW                  |                                              | 岩淵弘樹         | 撮影:岩淵弘樹、カンパニー松尾 ゲスト・ヴォーカルに麓健一を迎えている。                                      |
| 2022   | 戦火の中を-2022            | シングル                                     | 小池茅           | |
| 2022   | 私の歌                     | シングル                                     | 小池茅           | |
| 2022   | 夜                         | シングル                                     | 小池茅           | |
| 2023   | アンダーグラウンド・ビーチ | シングル                                     | 小池茅           | |
| 2024   | 大阪へおいでよ             | 『大阪へおいでよ』                           | 小池茅           | 出演: 沼、みのようへい、豊田道倫                                                                            |
| 2024   | A子B子C子D子               | シングル                                     | 小池茅           | |
| 2024   | ピアスとギター             | 『ピアスとギター』                           | 田中稔           | 鳥取で「トリレーベル」（現在はminoon soft）という自主音楽レーベルを主宰している田中稔の手によるアニメ作品。 |

## 書籍
| 発行年     |                                              | 出版社           | 備考                                                                                                  |
| ---------- | -------------------------------------------- | ---------------- | --- |
| 2011       | 東京で何してる？                             | 河出書房新社     | 本人による小説集。2011年6月12日に本書の発売を記念した、カンパニー松尾とのトークイベントが開催された。 |
| 2013       | たった一行だけの詩を、あのひとにほめられたい | 晶文社           | 本人による歌詞とエッセイ集。                                                                          |
| 2020～2022 | キッチンにて１～３                           |                  | 自費出版の雑文、日記、未発表歌詞集。                                                                  |
| 2024       | 午前三時のサーチライト                       | ケンエレブックス | NeWORLDで連載していた小説。 書き下ろし4作を含む全20篇の短編小説集。                                   |

### その他
- サン出版発行の風俗情報誌『Night Walker』で写真とエッセイを連載していたことがある[87]。
- 『スーパーダイアローグ」（2004年、リトルモア）[88]- 福田和也の対談集で、豊田も対談相手の1人として登場。パンク好きだった福田だが、豊田の歌詞を高く評価していた。
- 宮崎県宮崎市にあるポロポロ書店が発行しているポロポロ新聞vol.48に「写真家・N君のこと」という短編小説を寄稿[89]。
- 『ユリイカ2025年1月臨時増刊号　総特集＝福田和也』に「さよなら東京」という一文を寄稿[90]。

## インタビュー・対談
- 豊田道倫が語る4days「ミッドナイト自由研究」予習編（Web Dice：2012年8月6日）[91]
- 年の差17歳の危うい対談 豊田道倫＆大森靖子（CINRA：2013年4月13日）[92]
- 「1秒でも歌でイリュージョンが生まれれば成功だ」鬼才・豊田道倫が語るポップ論（Real Sound：2014年1月14日）[93]
- 藤圭子から松山千春、半野田拓まで……豊田道倫が最近聴きこんでいる「名盤」6選（Real Sound：2014年1月15日）[94]
- 峯田和伸と豊田道倫が語る、音楽の生まれる場所「街は静かだけど、心のノイズは増えている」（Real Sound：2014年3月14日）[95]
- “答え”よりも“謎”のある作品をーー銀杏BOYZ峯田と豊田道倫が見据える「2040年の音楽」（Real Sound：2014年3月14日）[96]
- 豊田道倫＋カンパニー松尾が語る、2014年の言葉と音楽「皆のモヤモヤしたエネルギーを感じる」（Real Sound：2014年8月4日)[97]
- 豊田道倫×テンテンコが語る、ロックとアイドルのイリュージョン（Real Sound：2015年4月17日）[98]
- 【新春放談】曽我部恵一×豊田道倫が語る20年の交友、そして2016年の音楽（Real Sound：2016年1月4日）[44]
- 「芸術は乞食の恐喝。ライブは心の賭博」豊田道倫のことば、まとめ。（2016年1月）[99]
- 豊田道倫インタビュー（withどついたるねん）（岩渕弘樹：2018年8月2日）[100]
- パラダイス・ガラージ、18年ぶりの新作に見る48歳のドリームとイリュージョン（OTOTOY：2018年11月8日）[101]
- 豊田道倫×澤部渡が語る、パラダイス・ガラージのポップ性「ドキドキする感覚が久々に戻ってきた」（Real Sound：2018年12月7日)[16]
- 豊田道倫が選ぶ〈コロナ時代の1曲〉（Mikiki：2021年8月25日）[102]
- Japanese Pop（お気に入りのアルバム紹介）（Jetset Records：2021年12月17日）[103]
- 豊田道倫 『BAD CITY POP 2022』を終えて、メールインタビュー（by 麓健一）（osaka 25:00：2022年8月23日）[104]
- タイダン！曽我部恵一＋豊田道倫（パラダイス・ガラージ）（Sunny Day Service / Keiichi Sokabe Youtubeチャンネル：2024年3月）[105][106][107]

## 交友関係
- 弓場宗治 - 奈良県明日香村に在住し、Aska Templeというバンドをやっており、デビュー前から豊田と交流があった。『ROCK'N'ROLL 1500』にも参加している。2013年死去。追悼コンサートには豊田も参加した[108]。松本亀吉がインタビュー映像をアップしている。「viva! Rock and Roll」で「弓場宗治の分まで歌う」と歌われている。
- 松本亀吉 - ライター。『溺死ジャーナル』というミニコミを発行していた。デビュー前から豊田と交流があり、現在でもブログで取りあげている
- カンパニー松尾 - AV監督。豊田を10年以上撮り続けており、映像集やCD付属のDVDでその作品を観ることができる。対談あり[97]。
- 加地等 - シンガーソングライター。豊田とライブで共演したり、豊田が加地の曲をプロデュースしたことがある。豊田は、加地のアルバム『僕はフォークシンガー』に「女と暮らしていた時、加地等を聞くと、女はひどくいやがった。おれはひとり、深夜に近所のファミレスでCDウォークマンで加地等を聞いていた。女が出ていって、今、おれは加地等を聞いていないが、次、また、愛する女に加地等を聞かせるだろう。ひどくいやがる女がいい」というコメントを寄せている[109]。2011年にアルコール過剰摂取で死去。死後、公開されたドキュメンタリー『加地等がいた－僕の歌を聴いとくれ－[110]』には豊田も出演し、『The Essential KAJI HITOSHI』のリリースにも尽力した。豊田は「（加地等の死については）音楽誌の端っこにも載らなかったけどね。そのことに関しては、音楽ライターたちはアホやと思ってますよ」と述べている[111]。「viva! Rock and Roll」で「加地等の分まで歌う」と歌われている。また『午前三時のサーチライト』に「四文屋にて」という加地等を扱った短編小説が収録されている。
- 曽我部恵一 - 豊田のアルバムをプロデュースしたり、ライブで共演している。対談も頻繁に行っている。
- 雨宮まみ - ライター、作家。豊田のファンで交流があった。カンパニー松尾が監督した『映像集３』をレビュー[112]している。2016年死去。『午前三時のサーチライト』に「雨宮さんのこと」という雨宮まみを扱った短編小説が収録されている。
- 川本真琴 - 豊田のアルバムにゲスト参加したり、ライブで共演している。
- 工藤冬理 - Maher Shalal Hash Bazという不定形ユニットをやっている。一時期頻繁にライブで共演していた[113]。
- 三輪二郎 - シンガーソングライター。ライブで共演し、豊田は三輪の『レモンサワー』というアルバムをプロデュースしたことがある。豊田道倫&ザーメンズとして一緒に『アンダーパレス』というアルバムを制作した。
- 冷牟田敬 -  昆虫キッズのギタリスト。豊田のmtv Band、His band!のメンバーでもある。
- 岩渕弘樹 - 映像作家。豊田のMVやライブ映像を多数撮っている。